# Per-Ingvar Brånemark

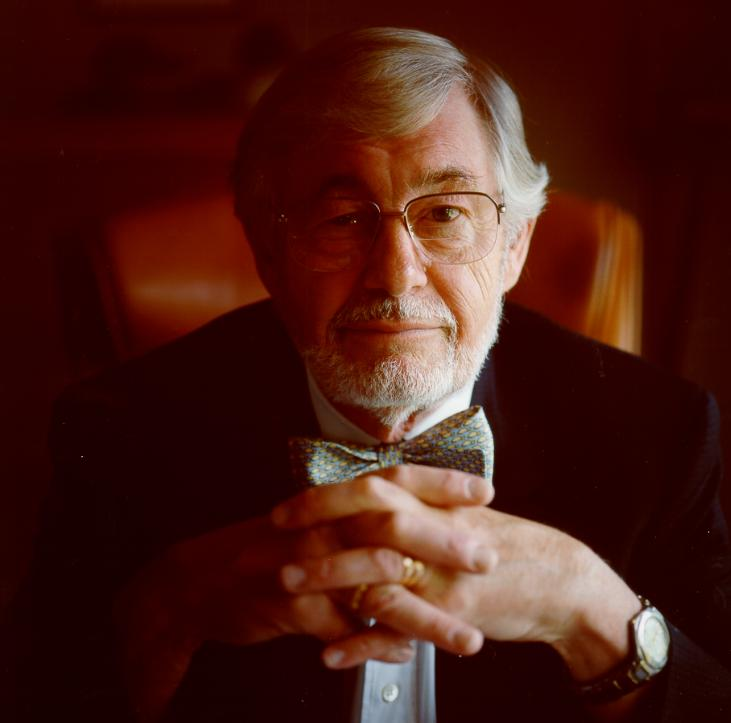
Per-Ingvar Brånemark (2012)

Per-Ingvar Brånemark (* 3. Mai 1929 in Karlshamn, Schweden; † 20. Dezember 2014 Göteborg, Schweden) war ein schwedischer Orthopäde, Forscher und Entwickler der Zahnimplantate aus Titan, die seit den 1980er Jahren weltweit eingesetzt werden. Seine Pioniertat jährt sich 2015 zum 50. Mal, nachdem Brånemark die ersten Titanimplantate 1965 bei seinem Patienten Gösta Larsson gesetzt hatte, die Larsson über vierzig Jahre lang – bis zu seinem Ableben 2006 – ihren Dienst erwiesen. Titanimplantate werden mittlerweile von über 100 Herstellern produziert und sind seit der ersten Implantation bei über zehn Millionen Patienten eingesetzt worden. Er wird als Vater der modernen Implantologie bezeichnet.

## Leben
Brånemark studierte Medizin an der Universität Lund. Als Hochschullehrer für Anatomie war er ab 1969 an der Universität Göteborg tätig. 1966 prägte Brånemark als erster Wissenschaftler den Begriff „Osseointegration“ (lat.: Os „Knochen“, integrare „einbinden“), der in die internationale Nomenklatur eingegangen ist. 1978 verfasste er ein grundlegendes Werk zu Zahnimplantaten. 1989 wurde das Brånemark Osseointegration Center (BOC) in Göteborg nach ihm benannt. Brånemark starb am 20. Dezember 2014 in seiner Heimatstadt Göteborg im Alter von 85 Jahren an den Folgen eines Herzinfarkts. Er wird als Vater der modernen Implantologie bezeichnet.

## Werk

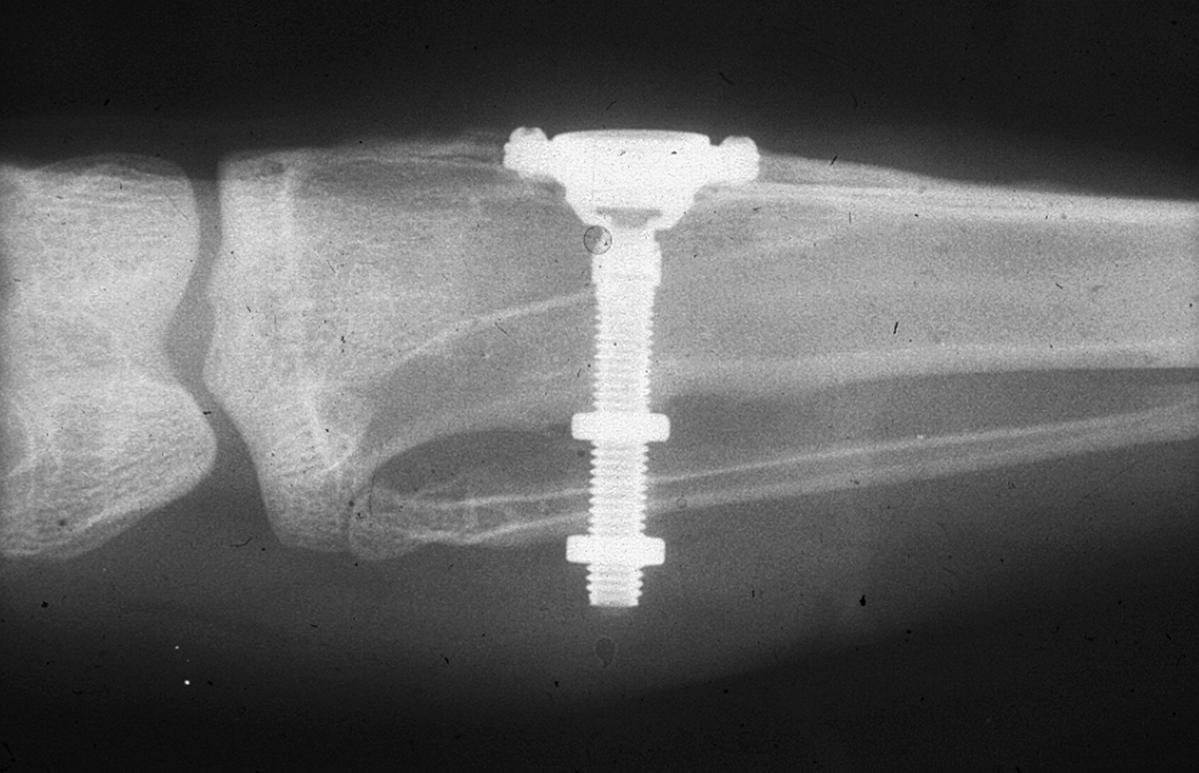
Röntgenaufnahme der Osseointegration des implantierten Messgeräts aus Titan an der Tibia und Fibula des Versuchstieres.

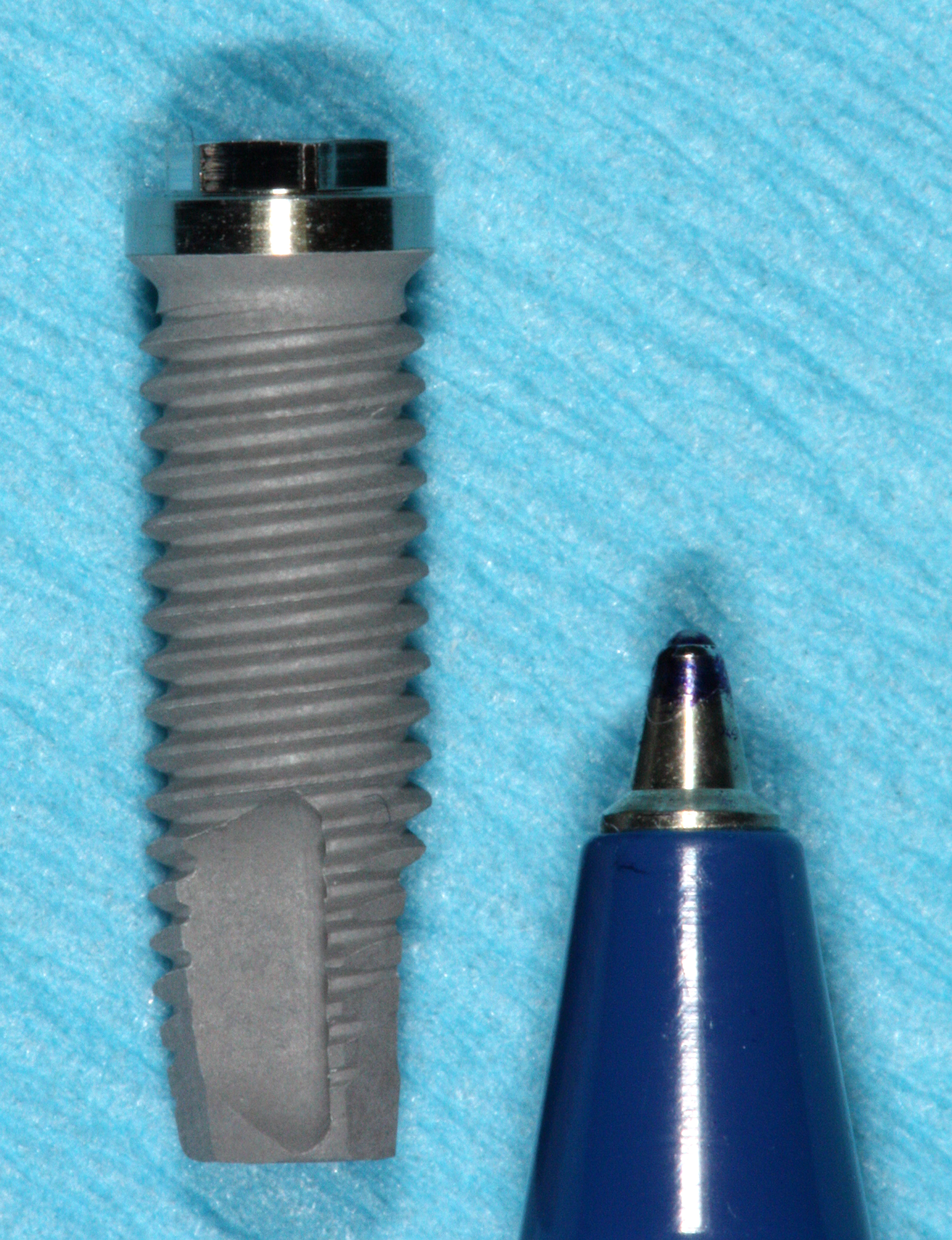
Titanbeschichtetes Brånemark-Zahnimplantat im Größenvergleich

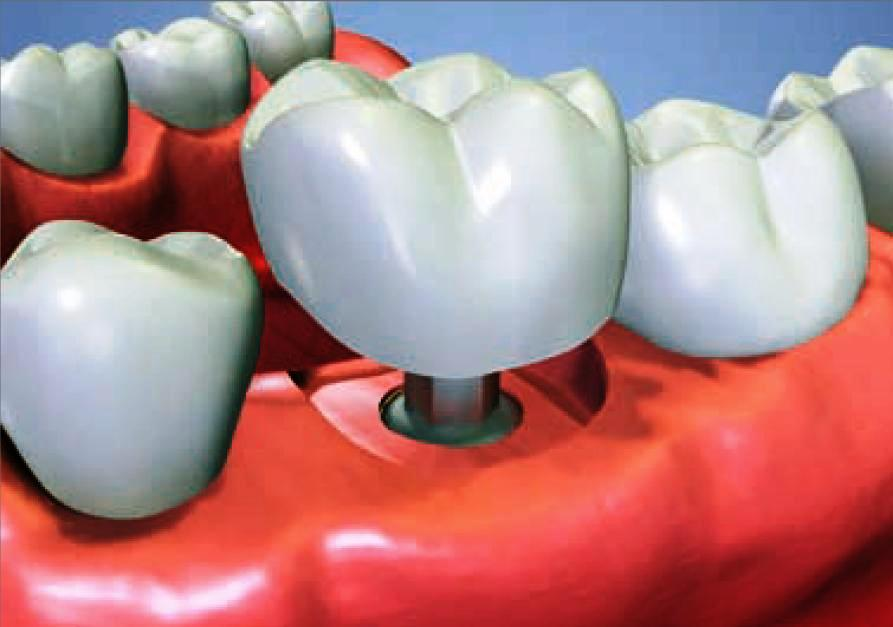
Zahnkrone auf Implantat

Brånemark beschäftigte sich 1952 mit der Untersuchung der Blutzirkulation bei der Knochenheilung. Hierzu befestigte er unter anderem in einem Tierversuch ein optisches Messgerät aus Titan am Bein eines Kaninchens, um die Mikrozirkulation zu studieren. Als er das Gerät nach einiger Zeit entfernen wollte, war er überrascht, dass sich das Gerät fest mit dem Knochen verbunden hatte. In Folgestudien zur Mikrozirkulation ließen sich zwanzig Studenten für mehrere Monate Titansonden implantieren. Brånemark stellte fest, dass die Sonden keinerlei Entzündungszeichen oder Abstoßungsreaktionen aufwiesen. Er widmete sich in der Folge der Untersuchung der Titanverträglichkeit im menschlichen Körper. In einem von ihm zusammengestellten Team aus Ärzten, Zahnärzten, Ingenieuren, Biologen und Metallurgen forschte er auf einem Gebiet, dem er den Namen Osseointegration gab. Im lichtmikroskopischen Bereich entsteht ein direkter funktioneller und struktureller Verbund zwischen dem lebenden Knochengewebe und der Oberfläche eines belasteten Knochenimplantats aus Titan. Bei früher verwendeten Materialien (Stahl, Keramik) entstand zwischen Implantat und Knochen als Fremdkörperreaktion eine Bindegewebsmanschette. Ein Zahnimplantat ist ein Zahnwurzelersatz, auf dem Zahnersatz in Form von Kronen, Brücken oder Zahnprothesen befestigt werden kann.
Im Jahre 1965 wurde Gösta Larsson, ein schwedischer Taxifahrer, der erste zahnärztliche Patient Brånemarks. Brånemark legte eine Reihe von Titanimplantaten, die Larsson für den Rest seines Lebens behielt. Larsson wurde mit einem deformierten Kiefer geboren. Auf vier Titan-Implantaten, die ihm eingepflanzt wurden, konnte Zahnersatz aufgebaut werden, worauf er zum ersten Mal in seinem Leben normal essen und sprechen konnte. Als er im Jahr 2006 starb, waren seine Implantate 40 Jahre problemlos in seinem Kiefer verblieben.
Bis Mitte der 1970er Jahre verweigerten ihm Schwedens Zahnärzte-Gesellschaften zunächst die Anerkennung seiner Forschungsergebnisse. Sie warfen Brånemark vor, er sei ja noch nicht einmal Zahnmediziner, seine Methode sei nicht neu und zudem teuer, gefährlich und schmerzhaft. Erst in der Folge wurde die Osseointegration in der Zahnmedizin auch seitens der schwedischen Gesundheitsbehörden anerkannt.
1978 fand die erste Konsensuskonferenz zur Osseointegration, die gemeinsam vom National Institutes of Health und der Harvard University gesponsert wurde, statt. 1982 präsentierte Brånemark in Toronto das Prinzip der Osseointegration der Titanimplantate, worauf es weltweite Anerkennung fand und seitdem zu den bedeutendsten wissenschaftlichen Durchbrüchen in der Zahnheilkunde seit den späten 1970er Jahren zählt. Seit dieser ersten Implantation wurden inzwischen über zehn Millionen Menschen weltweit mit Titanimplantaten versorgt, die auf Per-Ingvar Brånemarks Entdeckung basieren. 1981 gründete Brånemark mit dem schwedischen Rüstungshersteller Bofors das Unternehmen Nobelpharma, heute Nobel Biocare, über die Brånemark-Implantate vertrieben werden. In der Folge hielten Titanimplantate in verschiedenen Fachbereichen der Medizin und Tiermedizin Einzug.
Brånemark mochte die Bezeichnung Implantat nicht und bevorzugte die Bezeichnung Fixtur, da seiner Ansicht nach viele Patienten unter den früheren „Implantaten“ sinnlos gelitten haben.

## Preise und Auszeichnungen (Auswahl)
Per-Ingvar Brånemark erhielt folgende Preise und Würdigungen.
- 1978 Elander Award
- 1983 Schweizer Forschungspreis
- 1983 Goldmedaille der Königlich Schwedischen Akademie der Wissenschaften
- 1985 American Prosthodontic Society Award;
- 1985 Research Prosthodontics Award der International Association for Dental Research (IADR)
- 1987 Obwegeser Preis für seine Arbeit in der Osseointegration
- 1988 Premier Trophée de l'Odontologie Europeenne, Marseille, France.
- 1992 Soederberg Preis der Schwedischen Gesellschaft für Medizin
- 2011 Europäischen Erfinderpreis für sein Lebenswerk der Europäischen Patentorganisation
- 2016 National Inventors Hall of Fame
- Ehrenmitgliedschaft der American Academy of Denture Prosthetics (US-amerikanische Akademie für zahnärztliche Prothetik)
- Ehrenmitgliedschaft der Svenska Tandläkare-Sällskapet (Schwedische Zahnärztegesellschaft)
- Ehrenmitgliedschaft der Société Belge de Parodontologie (Belgische Gesellschaft für Parodontologie)
- Ehrendoktortitel der Universität Umeå, Schweden
- Ehrendoktortitel der Georgetown University, Washington, D.C.
- Ehrendoktortitel der Universidad de Chile[5]

## Folgearbeiten
Auf der Entdeckung seines Vaters aufbauend, entwickelte Rickard Brånemark, eines seiner drei Kinder, orthopädische Arm- und Beinprothesen aus Titan, die ebenfalls durch Osseointegration an den jeweiligen Knochen befestigt werden können.